# Степанов, Семён Степанович
Семен Степанович Степанов (10 (22) мая 1893, Херсон, Херсонская губерния, Российская империя — ?) — советский военный и государственный деятель, капитан 2-го ранга. Депутат Верховного Совета УССР первого созыва (1938-1947).

## Биография
Родился 10 (22) мая 1893 года в Херсоне, теперь Херсонская область, Украина в многодетной семье. Отец работал на лесопильных заводах, ходил на судах торгового флота, умер в 1915 году. Мать была домохозяйкой, умерла в 1912 году, в семье было четверо детей. 
В 1906-1908 годах учился в Николаевском ремесленном училище, в 1908-1911 годах — в Санкт-Петербурге, в Путиловский ремесленном училище. В 1911 году работал литейщиком на Обуховському заводе в Санкт-Петербурге, в 1911-1913 годах — на французском заводе в Николаеве.
В октябре 1913 года был призван на Черноморский флот, служил матросом в Николаевском полуэкипаже, командором на крейсере «Кагул» и в 3-й истребительной бригаде на Дунае. 1916 года переведен в Отдельную Балтийскую бригаду Юго-Западного фронта.
После февральской революции 1917 года принимал участие в революционном движении на Черноморском флоте в Одессе, Севастополе, Крыму. С июня 1917 года — член РСДРП(б). После затопления кораблей Черноморского флота в 1918 году командовал отрядами моряков на стороне Красной армии в боях на Украине, Кубани, Поволжье.
В 1920-1928 годах служил на Черноморском флоте, занимал командные должности на крейсере «Коминтерн», канонерских лодках.
В 1928-1937 годах — командующий дивизиона тральщиков Днепровской военной флотилии, в 1937-1941 годах — командующий Киевской военно-морской базы.
26 июня 1938 года был избран депутатом Верховного Совета УССР первого созыва по Петровскому избирательному округу № 74 города Киева.
19 сентября 1941 года покинул Киев и с боями пробился к советским войскам. Участвовал в боях за Сталинград, возглавлял Саратовскую военно-морскую базу Волжской речной флотилии. В мае 1943 — мае 1944 года — начальник отдела Управления тыла Северного флота. В боях был четыре раза ранен.
С июля 1944 года — заместитель начальника отдела судоподъемной и аварийно-спасательной службы Днепровской военной флотилии.
С января 1945 года — заместитель начальника Днепро-Бугского военно-восстановительного управления Главного военно-речного управления.
Делегат XIV съезда КП(б)У, XVIII съезда ВКП(б). 

## Награды
- орден Ленина (20.11.1945, за выслугу лет);
- орден Красного Знамени (1928);
- орден Красной Звезды (1938);
- медали «XX лет РККА», «За оборону Сталинграда», «За победу над Германией».